# Al Hasan-moskee
De Al Hasan-moskee is een moskee in de Bahreinse stad Busaiteen. De moskee heeft een combinatie van oude, traditionele en moderne islamitische kunst. Ze heeft 12 koepels en twee minaretten. De moskee werd gebouwd door Mohamed bin Yusuf Al-Hasan.

## Structuur
De moskee is ontworpen door Turkse architecten en voltooid in 2018. De twee conische minaretten zijn in Ottomaanse stijl en 55 meter hoog, zodat ze vanaf een afstand zichtbaar zijn. Het totale aantal koepels is 12. De hoofdkoepel is omgeven door 4 middelgrote koepels en daaronder bevinden zich 7 kleinere koepels. Alle koepels zijn gemaakt van glasvezel, gemaakt in de Verenigde Arabische Emiraten. De deuren zijn gemaakt in India van teakhout. Het tapijt en 21 kroonluchters zijn gemaakt in Turkije.
De moskee omvat twee gebedszalen, een korancentrum, twee feestzalen, een mediacentrum en huisvesting voor de imam, de muezzin, schoonmakers en arbeiders. Ze biedt plaats aan 2000 gelovigen in de gebedszalen en in de portieken.
De mihrab (gebedsnis) is in Egyptische stijl en is gemaakt door Egyptische ingenieurs en specialisten.